# Rudolf Siemering
Rudolph Siemering (Königsberg, 10 de agosto de 1835 - 23 de enero de 1905) fue un escultor alemán, conocido por sus trabajos en Alemania y los Estados Unidos.

## Biografía
Atendió a la academia de arte en Königsberg y después se convirtió en discípulo de Gustav Bläser en Berlín. Para la decoración de la Universidad de Königsberg, proporcionó medallones con retratos de sus sabio. En 1860 produjo su “Penélope” y en 1866 una figura sentada en mármol del rey Guillermo para el Intercambiador de Berlín; y una estatua de terracota de Leibnitz para la Academia de Ciencias en Perth, Australia, producciones remarcables por el realismo del modelado y la imponente expresión. En 1871 ejecutó el relieve maestro “Alzamiento del Pueblo a Requerimiento de su Rey”; y al año siguiente un diseño para el monumento a Goethe.

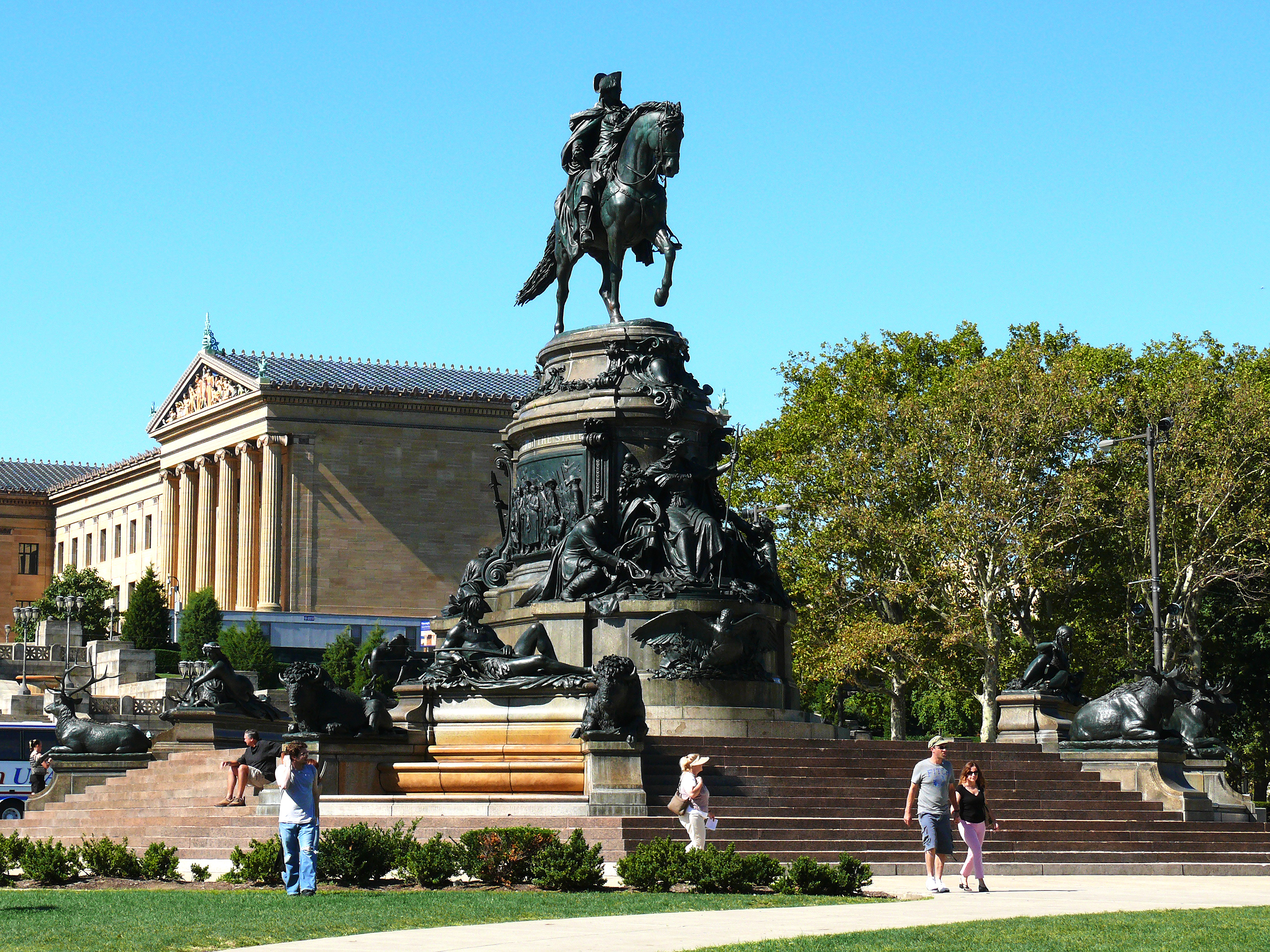
Monumento a Washington, Benjamin Franklin Parkway, Filadelfia.

Su siguiente trabajo fue la estatua de Federico el Grande para el Marienburg (1877). En 1882, completó un monumento a Albrecht von Graefe, un destacado oculista. Esto fue seguido por una estatua a Martín Lutero (1883) en Eisleben. Para la plaza del mercado en Leipzig, realizó un monumento a la guerra franco-prusiana: “Germania,” como una armada heroína (1888). Merece especial mención la estatua sentada del emperador Guillermo I con cuatro colosales figuras ecuestres —el rey Alberto de Sajonia, el emperador Federico, Bismarck, Moltke y ocho figuras de soldados. También fue el autor de la colosal estatua ecuestre de Washington cuyo pedestal está enriquecido con esculturas accesorias. Este monumento impresionante fue inaugurado en el Parque Fairmount, Filadelfia, en mayo de 1897 (completado en 1883). El grupo de Siemering, “Hospitalidad de Santa Gertrudis recibiendo a un Erudito Viajero”, fue terminado e instalado en el Puente de Santa Gertrudis (Gertraudenbrücke) en Berlín en 1896. Otro trabajo notable es el grupo de mármol de “Federico Guillermo I de Sajonia-Weimar” (1900) en el Sieges-Allée. También es el autor de numerosos bustos de retratos.